# كاثرين ألفارادو
كاثرين ألفارادو (بالإسبانية: Katherine Alvarado)‏ هي مدربة كرة قدم ولاعبة كرة قدم كوستاريكية، ولدت في 11 أبريل 1991. شاركت مع منتخب كوستاريكا الوطني لكرة القدم للنساء.

## وصلات خارجية
- كاثرين ألفارادو على موقع الاتحاد الدولي (مؤرشف)  (الإنجليزية)
- كاثرين ألفارادو على موقع الاتحاد الأوربي (الإنجليزية)
- كاثرين ألفارادو على موقع قاعدة بيانات كرة القدم.إي يو (الإنجليزية)
- كاثرين ألفارادو على موقع Soccerway.com (الإنجليزية)